# 詹惠
詹惠（1479年—？年），字大宣，福建漳州府漳浦縣人，軍籍。

## 生平
治《詩經》，行一，由國子生中式弘治十四年辛酉科（1501年）福建鄉試第七十六名舉人，年三十歲中式正德三年（1508年）戊辰科會試第二百四十四名，第三甲第一百十三名進士。四年五月授南京云南道試御史，十年五月官员考察，以浮躁浅露，降一级调外任用。十二年任廣東顺德县知县。

## 家族
曾祖詹積英。祖父詹阳，将仕郎。父詹勉。母章氏。具庆下，弟懋。